# Ngayokhème
Ngayokhème ist eine Gemeinde (commune) im Département Fatick der Region Fatick, gelegen im zentralen Westen Senegals. Sie besteht aus dem namensgebenden Hauptort (chef-lieu) sowie weiteren Dörfern (villages) und Weilern (hameaux). 

## Geographische Lage
Die Gemeinde Ngayokhème liegt im Erdnussbecken Senegals. Der Hauptort Ngayokhème liegt 21 Kilometer nördlich der Départementspräfektur Fatick und 110 Kilometer östlich der Hauptstadt Dakar. Das Gemeindegebiet hat eine Fläche von 182,80 km². Benachbarte Kommunen sind im Uhrzeigersinn Ndondol und Ngoye im Norden, Patar (Sine) und Niakhar im Osten, Diarrère im Süden und im Westen Fissel.

## Geschichte
Das Dorf Ngayokhème war seit 1972 Hauptort einer Landgemeinde (communauté rurale) und die erhielt 2014, wie in Senegal alle communautés rurales, den landesweit einheitlichen Status einer Gemeinde (commune).

## Bevölkerung
Die letzten Volkszählungen ergaben jeweils folgende Einwohnerzahlen:
| Jahr | Einwohner |
| ---- | --------- |
| 1988 | 15.241    |
| 2002 | 19.866    |
| 2013 | 24.012    |
| 2023 | 29.808    |

Nach dem Zensus 1988 umfasste die Landgemeinde Ngayokhème 18 Dörfer. Der Hauptort Ngayokhème hatte damals 1021 Einwohner und lag damit nach Einwohnerzahl in der Landgemeinde an zweiter Stelle nach dem Dorf Toucar (2302 Einwohner).

## Verkehr
Ngayokhème liegt abseits des Netzes der Nationalstraßen. Eine drei Kilometer lange Schotterpiste, die nördlich von Niakhar von der N 9 nach Westen abzweigt, verbindet den Hauptort mit dem Rest des Landes.